# Cyrnellus risi
Cyrnellus risi is een schietmot uit de familie Polycentropodidae. De soort komt voor in het Neotropisch gebied.